# Баркер, Ричард (футболист)
Ри́чард Рейн Ба́ркер (англ. Richard Raine Barker; 29 мая 1869 — 1 октября 1940) — английский футболист, хавбек. Выступал за клубы «Кэжулаз» и «Коринтиан», также провёл один матч за национальную сборную Англии

## Футбольная карьера
Родился в Кенсингтоне в семье эсквайра Генри Рейна Баркера и его жены Кэролин. С 1883 по 1897 Ричард учился в Рептонской школе, в 1886 году играл за школьную команду по футболу.
На клубном уровне выступал за «Кэжулаз». В сезоне 1893/94 помог команде выйти в первый в истории финал Любительского кубка Англии, в котором его команда проиграла клубу «Олд Картузианс».
Также играл за клуб «Коринтиан», сыграв за команду 43 матча с 1893 по 1899 год.
18 марта 1895 года Баркер провёл свой единственный матч за футбольную сборную Англии: это была игра Домашнего чемпионата против сборной Уэльса, которая прошла в Лондоне и завершилась вничью со счётом 1:1.
Баркер играл на позиции правого или левого хавбека в схеме «2—3—5». Отличался хорошим пасом и неплохим ударом, однако был довольно медленным игроком.

## Достижения
Сборная Англии
- Победитель Домашнего чемпионата Великобритании: 1895

## Вне футбола
По профессии был инженером. Работал управляющим компании Bromley Electric Light.
Брат Ричарда Энтони Рейн был известным художником.